# Spathiphyllum barbourii
Spathiphyllum barbourii är en kallaväxtart som beskrevs av Thomas Bernard Croat. Spathiphyllum barbourii ingår i släktet Spathiphyllum och familjen kallaväxter. Inga underarter finns listade.